# Baldassarre Peruzzi

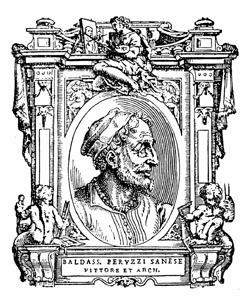
Retrato de Baldassarre Peruzzi en Le vite de Giorgio Vasari.

Baldassarre Peruzzi fue un pintor y arquitecto italiano del Renacimiento, nacido en Siena el 7 de marzo de 1481 y muerto en Roma el 6 de enero de 1536. 

## Trayectoria artística
Como pintor, se forma en la ciudad de Siena en el estilo de Pinturicchio.
Al trasladarse a Roma, su estilo madura en contacto con la obra de Giovanni Antonio Bazzi, El Sodoma y, sobre todo, con Rafael Sanzio.
En sus escenas figurativas hay una tendencia hacia las formas de Rafael, lo que no excluye un detallismo propio de la escuela sienesa, como se puede observar en los frescos de la capilla Ponzetti en la iglesia de Santa María della Pace de Roma. Esta tendencia se irá transformando en composiciones cada vez más artificiosas, de tono manierista, como en La presentación de la Virgen, de la misma iglesia, pintada en 1520. La misma inclinación por lo brillante y decorativo se observa en dos composiciones conservadas en el Museo del Prado, donde el artista parece remontar su inspiración a Perugino, maestro de Rafael, más que a este último: La continencia de Escipión y El rapto de las sabinas.
Una evolución análoga caracteriza sus obras de arquitectura. Su primera gran obra es la Villa Farnesina, iniciada en 1509. Trabajará también en las obras de construcción de la nueva Basílica de San Pedro tras la muerte de Rafael. convirtiéndose en el director de las obras en 1532. Durante ese mismo año elabora gran cantidad de diseños arquitectónicos, estudios de monumentos antiguos y proyectos que tendrán una notable influencia en la tratadística de Sebastiano Serlio, y que constituyen una investigación inquieta y experimental. Punto culminante de tales investigaciones será la realización del Palacio Massimo alle Colonne, una de sus obras más logradas.
Tras el saqueo de Roma en 1527, vuelve a Siena, donde deja obras arquitectónicas y pictóricas como la construcción y decoración de la Villa Belcaro. Regresa a Roma entre 1530 y 1531 y, posteriormente, entre 1535 y 1536, donde deja las mejores muestras de su actividad.
Su obra es un ejemplo paradigmático de las inquietudes de un momento histórico en el que, llevado al extremo el estudio del clasicismo, se investigaban al mismo tiempo los límites y las posibilidades de la libertad, en una búsqueda formal revolucionaria y estimulante, aunque discontinua y no resolutiva.

## Obras destacadas
- Proyecto para la basílica de San Pedro del Vaticano

En su proyecto para la Basílica de San Pedro, Peruzzi toma la opción centralizada planteada por Bramante: una planta de cruz griega rematada con ábsides semicirculares e inscrita en un cuadrado. La cúpula sigue siendo el elemento nuclear y centralizador. Su proyecto aporta un aumento en el volumen de la cúpula y un intento de acercar las naves hacia la misma, con lo que se pretendía resolver los problemas técnicos que la construcción planteaba. Al mismo tiempo, introduce un claro elemento anticlásico: el remate de uno de los ábsides con un pórtico que sustituye a la fachada. Sus aportaciones, como las de otros maestros, no se vieron materializadas en el edificio definitivo, que fue encomendado finalmente a Miguel Ángel.
- La Farnesina

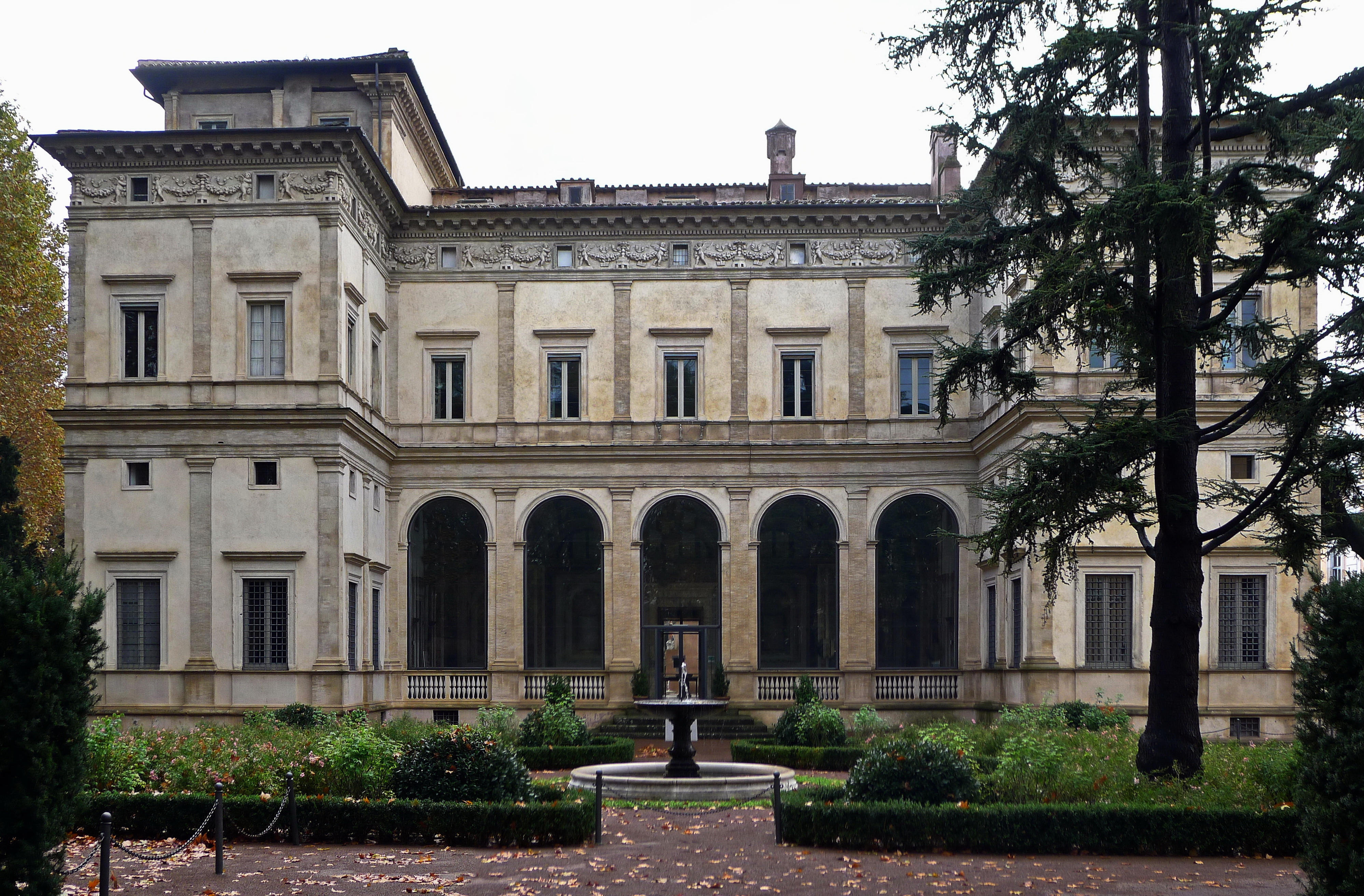
Villa Farnesina.

Una de sus obras maestras es la villa construida para el banquero Agostino Chigi (hoy conocida como Farnesina por haber pasado posteriormente a ser propiedad de la familia Farnesio). Aquí Peruzzi aporta un modelo de villa suburbana que poco después será la inspiradora de Antonio da Sangallo el Joven en su Palacio Farnesio. Se trata de un edificio cerrado al exterior y abierto en la parte posterior, mediante la disposición de una planta en U. Las alas laterales se alargan hacia el jardín, permitiendo que arquitectura y naturaleza se fundan y adquieran un tratamiento unitario. En el tránsito entre la zona construida y la natural se inserta un patio, antecedente de los grandes patios de armas del siglo XVII. Al exterior, la mayor parte de los elementos son clásicos, utilizados según una sintaxis no clásica. La fachada se dispone mediante dos pisos, rematados y separados por un cornisamento: en cada uno se dispone un orden monumental de pilastras toscanas, en cuyos intercolumnios se disponen dobles huecos, un gran ventanal de iluminación rematado en cornisa y, sobre él, un pequeño hueco de ventilación. Su reacción a la ortodoxia de los órdenes se observa en el piso superior, donde se dispone un friso decorado con guirnaldas, antinormativo al orden toscano utilizado en las columnas: le corresponderían triglifos y metopas. En la fachada del patio ordena una gran logia de arcadas a modo de galería abierta, flanqueada por las alas del edificio que avanzan hacia el jardín.
- Palacio Massimo alle Colonne de Roma

En el romano palacio Massimo, llamado alle Colonne por las llamativas columnas de la fachada, plantea una fachada revolucionaria, construida siguiendo la curvatura de la calle donde se encontraba ubicado. La fachada se va a adaptar a esta forma convexa. Esta solución será muy utilizada en el Barroco. La fachada se ordena en dos ámbitos distintos: dos pisos que se separan por una ancha cornisa que se funde con la balconada. En el piso superior se encuentran tres órdenes de huecos, que recuerdan a los ventanucos ya utilizados en la Farnesina y que no responden a ningún orden de columnas. Toda la fachada está almohadillada. El piso bajo tiene forma convexa y en él, un orden de columnas toscanas se superpone a un almohadillado caligráfico, similar al del piso superior. Se ordena mediante pares de pilastras entre cada hueco, y a medida que se acerca al centro, éstas son sustituidas por una pilastra y media columna, y luego por dos pares de columnas. Este juego gradual acentúa el carácter convexo de la fachada, donde todos los elementos que se utilizan son clásicos pero no la forma en que son ordenados. Ésta polémica se encuentra en todo el edificio.
En el pórtico que se dispone en esta fachada, aunque de pequeñas proporciones, se produce una sensación de profundidad, debido a la disposición de sus elementos, combinados para producir esa sensación ilusoria de espacialidad. El artesonado del techo se curva igual que la fachada, y las hornacinas aparecen decoradas con nervaduras abocinadas, lo que produce sensación de amplitud. En el patio del palacio dispone una sucesión de órdenes de forma anticlásica: orden toscano en el piso inferior, mientras que el jónico se sitúa en el superior. Rematando estos pisos se dispone un gran ático con huecos de ventilación, lo que da un mayor carácter longitudinal.
En esta obra, elementos clásicos se ordenan de forma totalmente anticlásica, con un criterio de utilización ficticio e irreal, produciendo la sensación de un espacio distinto del que se deriva de sus medidas reales. Este tipo de recursos serán muy utilizados en el Barroco, y convierten a Peruzzi en uno de los primeros representantes de la arquitectura del Manierismo.